# Törmäsniva
Törmäsniva är en ort i Pajala kommun, Norrbottens län. Vid folkräkningen 1890 hade orten 19 invånare och i augusti 2016 fanns det enligt Ratsit fyra personer över 16 års ålder registrerade med adressen Törmäsniva.